# Gmina Sønderborg (1970–2006)
Gmina Sønderborg (duń. Sønderborg Kommune) - istniejąca w latach 1970–2006 gmina w Danii w okręgu południowej Jutlandii (Sønderjyllands Amt). Siedzibą władz gminy było miasto Sønderborg. Gmina Sønderborg została utworzona 1 kwietnia 1970 na mocy reformy podziału administracyjnego Danii. 
Po kolejnej reformie administracyjnej w roku 2007 weszła w skład nowej gminy Sønderborg.

## Dane liczbowe
- Liczba ludności: (♀ 15 077 + ♂ 15 478) = 30 555
  - wiek 0-6: 8,2%
  - wiek 7-16: 11,8%
  - wiek 17-66: 64,9%
  - wiek 67+: 15,1%
- zagęszczenie ludności: 565,8 osób/km²
- bezrobocie: 5,5% osób w wieku 17-66 lat
- cudzoziemcy z UE, Skandynawii i USA: 295 na 10 000 osób
- cudzoziemcy z krajów Trzeciego Świata: 455 na 10 000 osób
- liczba szkół podstawowych: 5 (liczba klas: 145)